# هنری فراری
هنری فراری (انگلیسی: Henri Ferrari؛ ۲۳ سپتامبر ۱۹۱۲ – ۱۵ فوریهٔ ۱۹۷۵) وزنه‌بردار اهل فرانسه بود.
وی در مسابقات کشوری و بین‌المللی در مجموع برندهٔ ۱ مدال برنز شده‌است.